# 숲속의 전사
숲속의 전사(Forest Warrior)는 미국에서 제작된 애론 노리스 감독의 1996년 영화이다. 척 노리스 등이 주연으로 출연하였고 앤디 하워드 등이 제작에 참여하였다.

## 출연

### 주연
- 척 노리스

### 조연
- 테리 키저
- 맥스 게일
- 로스코 리 브라운
- 트렌턴 나이트

## 제작진
- 미술: 진 아벨
- 특수효과: 리치 쏜
- 배역: 아이리스 햄튼